# أولاد اعلي بن عبو (أولاد سعيد الواد)
أولاد اعلي بن عبو هو دُوَّار يقع بجماعة أولاد سعيد الواد، إقليم بني ملال، جهة بني ملال خنيفرة في المملكة المغربية. ينتمي الدوّار لمشيخة أولاد سعيد الواد التي تضم 10 دواوير. يقدر عدد سكانه بـ 634 نسمة حسب الإحصاء الرسمي للسكان والسكنى لسنة 2004.

## روابط خارجية
- البوابة الوطنية للجماعات الترابية
- المندوبية السامية للتخطيط